# Generatie 2010
Generatie 2010 is een televisieprogramma van de NCRV. Dit programma werd op Nederland 1 uitgezonden. In dit programma werden zes gezinnen gevolgd waarvan de kinderen in januari 2010 geboren werden. De zes kinderen werden gevolgd vanaf hun geboorte. Elk jaar werden een paar afleveringen gemaakt over het verloop van het opgroeien van het kind.